# Сельское поселение Островецкое
Сельское поселение Острове́цкое — упразднённое муниципальное образование (сельское поселение) в Раменском муниципальном районе Московской области России.
Административный центр — деревня Островцы. Площадь территории — 2477 га.

## История
Образовано 1 января 2006 года законом Московской области от 25 февраля 2005 года № 55/2005-ОЗ «О статусе и границах Раменского муниципального района и вновь образованных в его составе муниципальных образований», включило 4 населённых пункта позже упразднённого Островецкого сельского округа..
4 мая 2019 года Раменский муниципальный район был упразднён, а все входившие в него городские и сельские поселения объединены в новое единое муниципальное образование — Раменский городской округ.

## Население
| 2007  | 2008  | 2009  | 2010    | 2011    | 2012    | 2013  |
| ----- | ----- | ----- | ------- | ------- | ------- | ----- |
| 4320  | ↗4340 | ↗4389 | ↗6507   | ↗7685   | →7685   | ↗8280 |
| 2014  | 2015  | 2016  | 2017    | 2018    | 2019    |       |
| ↗8505 | ↗8906 | ↗9813 | ↗11 210 | ↗12 254 | ↗13 506 |       |

## Населённые пункты
В состав муниципального образования входят 4 населённых пункта: село Верхнее Мячково и деревни Островцы, Заозерье и Сельцо.
| Наименование    | Вид     | Население, чел. (2006) | ОКАТО          | Бывшая административная единица до 2005 года |
| --------------- | ------- | ---------------------- | -------------- | -------------------------------------------- |
| Верхнее Мячково | село    | 601                    | 46 248 861 002 | Островецкий сельский округ                   |
| Заозерье        | деревня | 269                    | 46 248 861 003 | Островецкий сельский округ                   |
| Островцы        | деревня | 4114                   | 46 248 861 001 | Островецкий сельский округ                   |
| Сельцо          | деревня | 28                     | 46 248 861 004 | Островецкий сельский округ                   |